# Дыренков, Станислав Алексеевич
Станислав Алексеевич Дыренков (10 июня 1937 года — 10 ноября 1988) — советский ботаник, лесовод, деятель в области охраны природы.

## Биография
Родился 10 июня 1937 года в Ленинграде в семье рабочего. Окончил лесохозяйственный факультет Ленинградской лесотехнической академии, затем работал в Ленинградском НИИ лесного хозяйства, возглавлял кафедру ботаники Ленинградского педагогического института, защитил кандидатскую, а затем и докторскую диссертацию. Основные его труды посвящены лесоводству.
С 1987 года он работал заведующим Камчатского отдела природопользования Тихоокеанского института географии ДВВ АН СССР. Учёный занимался природоохранной деятельностью, принимал участие в ряде международных и всесоюзных природоохранных конференций.
10 ноября 1988 года, когда учёному сообщили о расчленении ядра будущего института, он покончил с собой.

## Природоохранная деятельность
Вместе с А. М. Краснитским,  стал разворачивать отечественное заповедное дело в сторону императива Г. А. Кожевникова об абсолютной заповедности. Эта работа велась в трёх направлениях. Во-первых, совместно с А. М. Краснитским приступил к разработке нормативной базы концепции абсолютной заповедности, без которой невозможна её реализация на практике. Во-вторых, совместно с А. М. Краснитским, сделал немало для критики различных регуляционных мер (прежде всего, сенокосов) в заповедниках. И, в-третьих, он занялся реанимированием в научном сообществе самого императива Г. А. Кожевникова об абсолютной заповедности.
Один из главных идеологов создания в системе лесного хозяйства России лесных резерватов, где должно соблюдать абсолютно заповедный режим. Один из таких резерватов — «Вепсский лес» был создан по его инициативе в Ленинградской области в 1970 г. По его мнению, площадь лесных резерватов должна составлять не менее 1% от общей лесной площади по каждой административной области (края, АССР). Идея лесных резерватов была поддержана Министром лесного хозяйства РСФСР А. И. Зверевым, и в 1979-1990 годах органы лесного хозяйства России должны были провести работу по выделению лесных резерватов в Европейской части России, в Сибири и на Дальнем Востоке. Вместе с коллегами разработал проекты методических рекомендаций и положения о лесных резерватах.
В своей монографии «Структура и динамика таежных ельников», поднял вопрос о защите уникальной российской части дикой природы — спонтанной тайги, под которой понимал «ту часть современного таёжного биома, где влияние человека на природные процессы, что происходят, слабо ощущается». «Величественное явление природы — спонтанная тайга», — писал ученый, — к сожалению, уходит в прошлое безвозвратно. Вскоре остатки настоящей европейской тайги можно будет наблюдать и изучать только в немногих заповедниках и специальных резерватах".

## Публикации
Дыренков опубликовал более 220 научных работ
- Дыренков С.A. Необходимость охраны девственных лесов европейского Севера // Вопросы охраны ботанических объектов. — Л.:Наука, 1971. — С. 212-214.
- Дыренков С. А. Создание рациональной сети лесных резерватов в Ленинградской области // Проблем. организации и исследование охран. природ. территорий. — Саласпилс, 1982. — С. 57-60.
- Дыренков С. А. Сеть резерватов для охраны растительных сообществ и природных экосистем Ленинградской области // Пути решения вопросов рац. использования и охраны природ. ресурсов Ленинграда и Ленинград. обл. — Л.:ЗИН, 1984. — С. 188-191.
- Дыренков С. А., Савицкий С. С. Резерват «Вепсский лес» (Методические указания и каталог важных объектов). — Л.:ЛНИИЛХ, 1981. — 60 с.
- Дыренков С. А., Федорчук В. Н. Лесная растительность заповедного участка «Вепсский лес» (восток Ленинградской области) // Бот. журн. — 1975. — Т. 60, № 3. — С. 424-431.
- Краснитский А. М., Дыренков С. А. Сравнительная оценка луговых и степных экосистем, формирующихся при косимом и некосимом режиме заповедной охраны // Бюлл. МОИП, отд. Биол. — 1982. — № 4. — С. 102-110.